# بیمه سینا
شرکت بیمه سینا یک شرکت سهامی عام و خصوصی بیمه وابسته به بنیاد مستضعفان انقلاب اسلامی، بنیاد علوی، شرکت مادر تخصصی مالی و سرمایه‌گذاری سینا، لیزینگ جامع سینا، شرکت صادرات نیرو خلیج فارس و بانک سینا است که صاحبان عمدهٔ سهام آن هستند. پروانهٔ فعالیت شرکت در تاریخ ۲۸ آبان ۸۲ از سوی بیمه مرکزی جمهوری اسلامی ایران صادر شد.

## مدیران عامل
1. عبداله سلطانی ثانی (۱۴۰۱ تا کنون)
2. رضا جعفری (۱۳۹۸ تا ۱۴۰۰)
3. امین شیرکانی (۱۳۹۴تا ۱۳۹۸)
4. فریدون صفرخانلو (۱۳۹۰ تا ۱۳۹۴)
5. علی موسی الرضا (۱۳۸۲ تا ۱۳۹۰)